# Kemant (Sprache)
Kemant (Eigenbezeichnung Kemantney, andere Bezeichnung Qimant) ist eine vom Aussterben bedrohte Sprache, die nur noch von wenigen älteren Mitgliedern der Volksgruppe der Kemant im Norden Äthiopiens gesprochen wird, vor allem in Chilga (Woreda) in der Semien-Gondar-Region zwischen Gonder und Metemma.

## Einordnung
Die Sprache gehört dem westlichen Zweig der zentralkuschitischen Sprachen an, zu dem ferner die mittlerweile ausgestorbenen Sprachen Kwara und Kayla zählen. Als kuschitische Sprache gehört Qimant zur Sprachfamilie der afroasiatischen Sprachen.

## Geographische und gesellschaftliche Verbreitung
Das Kemant ist die ursprüngliche Sprache der Volksgruppe der Kemant aus der Semien-Gondar-Region in Äthiopien. Wenngleich diese Volksgruppe nach der Volkszählung aus dem Jahr 1994 noch 172327 Menschen angehörten, wird die Sprache heutzutage nur noch von einem geringen Teil von ihnen gesprochen. Die Zahl der Muttersprachler beläuft sich auf 1625, als Zweitsprache wird Kemant von weiteren 3450 Sprechern genutzt. Alle Sprecher leben entweder in Chilga oder Lay Armachiho und sind älter als 30 Jahre, wobei über 75 % älter als 50 Jahre sind. Die Sprache wird nicht mehr an die nächste Sprechergeneration vermittelt, da die meisten Kemant Amharisch sprechen. Weder in der Öffentlichkeit noch zu Hause findet die Sprache als gewöhnliches Kommunikationsmittel Verwendung, sondern wird lediglich als eine Art Geheimcode genutzt.

## Phonologie

### Konsonanten
|             |              | Labial | Alveolar | Palatal | Velar | Velar |
| einfach     | labialisiert | Labial | Alveolar | Palatal |       |       |
| ----------- | ------------ | ------ | -------- | ------- | ----- | ----- |
| Nasal       | Nasal        | m      | n        |         | ŋ     | ŋʷ    |
| Plosiv      | stimmlos     |        | t        | tʃ      | k     | kʷ    |
| Plosiv      | stimmhaft    | b      | d        | dʒ      | ɡ     | ɡʷ    |
| Frikativ    | stimmlos     | f      | s        | ʃ       | χ     | χʷ    |
| Frikativ    | stimmhaft    |        | z        |         | ɣ     | ɣʷ    |
| Flap        | Flap         |        | r        |         |       |       |
| Approximant | Approximant  |        | l        | j       |       | w     |

Konsonanten (mit Ausnahme der Plosive und Nasale) können im Wortinnern geminiert werden.

### Vokale
|             | Vorderzungenvokale | Zentralvokale | Hinterzungenvokale |
| ----------- | ------------------ | ------------- | ------------------ |
| geschlossen | i                  | ɨ             | u                  |
| mittel      |                    | ə             | o                  |
| offen       |                    | a             |                    |

### Phonotaktik
Die maximale Silbenstruktur ist Konsonant-Vokal-Konsonant. Konsonantencluster sind somit nur im Wortinnern möglich, in Lehnwörtern aus dem Amharischen können sie jedoch innerhalb einer Silbe auftreten. Vokalcluster sind nicht möglich. Konsonantencluster mit mehr als zwei Konsonanten werde durch Epenthese (Lauteinschub) des Vokals /⁠ɨ⁠/ durchbrochen.

## Grammatik

### Morphologie
Hinsichtlich der Person wird zwischen 1. Person Einzahl/Mehrzahl, 2. Person Einzahl/höflich/Mehrzahl und 3. Person männlich/weiblich/Mehrzahl unterschieden. Am Verb werden die Flexionskategorien durch Suffixe markiert. Zelealem (2003, S. 192) nennt drei verschiedene Aspekte: Perfektiv, Imperfektiv und Progressiv.

### Syntax
Die Grundform der Satzstellung in Kemant, wie in allen anderen afroasiatischen Sprachen Äthiopiens, ist Subjekt-Objekt-Verb. Durch das Vorhandensein einer Kasusdeklination sind zudem andere, markierte Satzstellungen möglich. Während in Nominalphrasen generell Rechtsköpfigkeit herrscht, können Zahlwörter jedoch auch dem Substantiv nachgestellt werden. Nebensätze stehen vor dem Hauptverb des Satzes.

## Lexikon
Infolge des fortschreitenden Aussterbens der Sprache sind bereits viele Wörter durch amharische Wörter ersetzt worden.